# 平塚郵便局
平塚郵便局（ひらつかゆうびんきょく）
- 神奈川県平塚市にある郵便局。本記事にて記述。

平塚簡易郵便局（ひらつかかんいゆうびんきょく）
- 三重県いなべ市にある簡易郵便局。局番号は22838。

平塚郵便局（ひらつかゆうびんきょく）は神奈川県平塚市にある郵便局。民営化前の分類では集配普通郵便局であった。

## 概要
住所：〒254-8799 神奈川県平塚市追分1-33

### 併設施設
- ゆうちょ銀行平塚店（さいたま支店平塚出張所）：取扱店番号020350

## 沿革
- 1871年4月20日（明治4年3月1日） - 日本の近代郵便制度の創設とともに、平塚郵便取扱所として開設[1]。
- 1873年（明治6年） - 平塚郵便役所となる[1]。
- 1875年（明治8年）1月1日 - 平塚郵便局（四等）となる[1]。
- 1891年（明治24年）12月1日 - 為替・貯金取扱を開始[1]。
- 1901年（明治34年）3月1日 - 平塚郵便電信局となる[1]。
- 1903年（明治36年）4月1日 - 通信官署官制の施行に伴い平塚郵便局となる[1]。
- 1935年（昭和10年）11月26日 - 等級が三級から二級になる[2]。
- 1956年（昭和31年）11月1日 - 電話通話事務取扱を開始[3]。
- 1957年（昭和32年）3月11日 - 和文電報受付事務取扱を開始。
- 1965年（昭和40年）11月1日 - 田村郵便局[4]から集配業務を移管。
- 1971年（昭和46年）4月5日 - 平塚市紅谷町から同市平塚新宿に移転。
- 1993年（平成5年）7月1日 - 外国通貨の両替および旅行小切手の売買に関する業務取扱を開始。
- 1999年（平成11年）6月28日 - 郵便番号上2桁が25地域の地域区分局業務を、同日開局した綾瀬郵便局へ移管。
- 2006年（平成18年）9月25日 - 平塚西郵便局（平塚市南金目）から「259-12xx」区域の集配業務を移管[5]。
- 2007年（平成19年）10月1日 - 民営化に伴い、併設された郵便事業平塚支店、ゆうちょ銀行平塚店に一部業務を移管。
- 2008年（平成20年）8月20日 - JPローソン平塚郵便局店がオープン。
- 2012年（平成24年）10月1日 - 日本郵便株式会社発足に伴い、郵便事業平塚支店を平塚郵便局に統合。
- 2016年（平成28年）6月13日 - ゆうゆう窓口の24時間営業を廃止。

## 取扱内容

### 平塚郵便局
- 郵便、印紙、ゆうパック、内容証明
- 生命保険、バイク自賠責保険、自動車保険
- 「254-00xx」「254-08xx」「254-09xx」「259-12xx」区域（平塚市の全域）の集配業務
- ゆうゆう窓口

### ゆうちょ銀行平塚店
- 貯金、貸付、為替、振替、振込、国際送金、外貨両替、国債、投資信託、変額年金保険
- ATM

## 周辺
- 平塚市役所
- 平塚警察署
- 平塚市中央図書館
- 横浜ゴム平塚製造所
- 国道1号

## アクセス
- JR東海道本線 平塚駅（西口）から徒歩約13分
- 神奈中バス 横浜ゴム前停留所、もしくは崇善小学校前停留所下車
- 小田原厚木道路 平塚ICから南東へ約5.5km、新湘南バイパス 茅ヶ崎西ICから西へ約3.5km
- 駐車場あり：19台